# Gerald Mason
Gerald Mason (Ashton upon Mersey, Gran Manchester, 1877 – Woolacombe, Devon, 30 de setembre de 1951) va ser un jugador de lacrosse anglès que va competir a primers del segle xx. El 1908 va prendre part en els Jocs Olímpics de Londres, on guanyà la medalla de plata en la competició per equips de Lacrosse, com a membre de l'equip britànic.